# Valeriana inconspicua
Valeriana inconspicua är en kaprifolväxtart som beskrevs av Höck. Valeriana inconspicua ingår i släktet vänderötter, och familjen kaprifolväxter. Inga underarter finns listade i Catalogue of Life.